# Maija Einfelde
Maija Einfelde (Nacida el 2 enero de 1939) es una compositora letona.

## Biografía
Maija Einfelde nació en Valmiera, Letonia, y empezó sus estudios de música con su madre quién era organista de iglesia. Continuó su educación en la escuela de música Alfrēds Kalniņš en Cēsis, en la facultad de música de Jāzeps Mediņš en Riga, y entonces entró en el Conservatorio de Letonia en 1966, estudiando composición con Jānis Ivanov. Después de graduarse,  ha enseñado teoría de música y composición en Alfrēds Kalniņš Escuela de Música en Cēsis,  en la facultad de música Emīls Dārziņš y Jāzeps Mediņš. Tiene un hijo, el escritor Jānis Einfelds.
Las obras de Einfelde han sido interpretadas internacionalmente, incluyendo actuaciones del Coro Universitario Brigham Young, el Coro de Cámara Vancouver, la Coral Ciudad de Kansas de EE. UU., el Coro Radiofónico de los Países Bajos, y en Carnegie Hall, de la ciudad de Nueva York.

## Honores y premios
- Primer Premio, Legado Barlow del Concurso de Música, 1997
- Gran Premio de Música de Letonia, 1997
- Premio del Ministerio de cultura de la República de Letonia, 1999[1]

## Obras
Einfelde compone principalmente música coral, de órgano y de cámara. Algunas obras escogidas son:
- 1982 Hijoāte meditācija (Sonata-Meditación) para viola y piano
- 1985 Segunda Sonata para violín y piano
- 1989 Crucifixus para órgano de solo
- 1990 Lullaby, para coro de mujeres
- 1993 Cuarteto de Cuerda para dos violines, viola y violonchelo
- 1994 Ave Maria para órgano
- 1994 Adagio para violín, chelo, y piano
- 1994 Pirms saules rieta (Antes del Ocaso) para clarinete, viola y piano
- 1995 Ave Maria para coro femenino y  órgano
- 1996 Pastel zemes tālās... (En el Borde de la Tierra...), cuarto oratorio para coro mixto
- 1998 Ave Maria para órgano y coro mixto
- 1998 Salmo 15 para coro mixto
- 1999 Sanctus para órgano solista
- 1999 Prelūdija (Preludio) para oboe y viola
- 2000 Skerco (Scherzo) para violonchelo solista
- 2002 Noktirne (Nocturne) para arpa
- 2003 Cikls ar Friča Bārdas dzeju (Tres Poemas por Fricis Bārda) para coro mixto
- 2006 Divas mīlas dziemsas (Dos Canciones de Amor) 12 voces
- 2002 Sinfonía[3]

Sus composiciones han sido grabadas y editadas en CD incluyendo:
- No Tevis (De Tú) // Coro femenino Dzintars @– 1995, Riga Estudio de grabación
- Ave Maria // Coro Femenino Dzintars @– [1996/97]
- Trīs jūras dziesmas (Tres Canciones del Mar) para oboe, corno francés, y orquesta de cuerdas // Rīgas kamermūziķi [Recopilación de música letona del siglo XX ] – 1998, BRIZE
- Gloria para piccolo trompeta y órgano / mit Edwart H. Tarr, Irmtraud Krüger, 1998, KREUZ PLUS: MUSIK, MÁS. NR. 1627
- Pastel zemes tālās... (En el Borde de la Tierra…) / Cantantes de Cámara Radiofónicos letones, Director Kaspars Putniņš @– [Autor CD] @– 1999
- 15.º Salmo / Coro Radiofónico letón, Director Sigvards Kļava @– 8'49" / Latviešu mūzika Rīgā @– 1999
- Maija balāde (Mayo Ballad) // Milenio letón Classics @– 2000, UPE CLASSICS
- Noktirne (Nocturne) / Divejāda saule tek. Música Nueva letona @– 2003, LR CD 043
- Monologs (Monólogo) para chelo y piano // Spēlē Māris Villerušs CD 1 @– 2003
- Dramatiskais Diálogos // Negaidīta atklāsme (Inspiración Inesperada) @– 2003, Riga Grabando Compañía
- Señorēnu sala (La Isla de las Sirenas) / Vocales ensemble Putni, dirigente artístico Antra Dreģe  // Vokālais ansamblis Putni. Pamošanās @– 2003, PUTNI
- Sonata para Violín y Órgano / Jānis Bulavs y Larisa Bulava // Música Nueva letona. Latviešu jaunā mūzika @– 2004, Jānis Bulavs [grabado en Canadá] // Saules lēkts @– 2005, LMIC& Coro Radiofónico letón, LMIC CD-2005-3
- Ave Maria // Cuartetos de Cuerda letona. Latviešu stīgu kvarteti – 2008[4]